# Hyperlien

Pointeur de souris en forme de main au-dessus d'un hyperlien « Wikipedia ».

Un hyperlien ou lien hypertexte, est un élément (texte, image, bouton) de contenu d'un document électronique dont l'activation (clic, toucher) provoque l'affichage d'un autre document, ou d'une autre partie du même document. 
Élément essentiel du système hypertexte, il est inventé par Ted Nelson en 1965 dans le cadre du projet Xanadu. Depuis les années 1990, les hyperliens sont notamment utilisés dans le World Wide Web pour passer d'une page web à l'autre. L'apparence par défaut des hyperliens du Web est un texte souligné en bleu.

## Histoire
Le terme « hyperlien » est inventé en 1965 (ou possiblement en 1964) par Ted Nelson au début du projet projet Xanadu. Nelson avait été inspiré par un essai populaire (As We May Think) écrit par Vannevar Bush en 1945. Nelson a réussi à transposer le concept de recoupement automatisé de Bush et l'a rendu applicable dans le contexte informatique, cela s'appliquait à des chaînes de caractères spécifiques plutôt qu'à des pages entières.
Pendant ce temps, une équipe dirigée par Douglas Engelbart (avec Jeff Rulifson (en) comme programmeur en chef) travaillait indépendamment.
Cette équipe a été la première à mettre en place le concept d'hyperlien pour le défilement d'un seul document (1966), peu de temps après pour la connexion entre des paragraphes dans des documents séparés (1968).
En 1983 avec le NLS, Ben Shneiderman et un étudiant diplômé, Dan Ostroff,
mettent en place les liens surlignés (ou mis en évidence) dans le système HyperTIES. Ce système a été utilisé pour produire le premier journal électronique au monde ; en 1988, Ben Shneiderman et Greg Kearsley ont publié grâce à leur système le premier livre électronique au monde (Hypertext Hands-On!).
Le programme de base de données HyperCard réalisé pour le Macintosh d'Apple a permis le "hyperlinkage" entre différentes pages d'un document. En 1990, Microsoft Windows 3.0 propose avec Windows Help une utilisation générale des hyperliens pour lier différentes pages dans un seul fichier d'aide ; le type d'hyperlien était un peu différent, car lorsque l'on cliquait dessus, un message d'aide (ou popup) apparaissait pour donner généralement des définitions des termes introduits sur la page d'aide. En 1991, le protocole Gopher est le tout premier protocole public qui comprenait les hyperliens de n'importe quel site Internet à un autre. Il a été cependant mis de côté assez vite par le World Wide Web avec la sortie du navigateur Mosaic en 1993. Ce navigateur pouvait gérer des liens Gopher ainsi que des liens des documents HTML.

## Types de liens

### Lien épais
Un lien épais (en anglais, fat link) est un hyperlien qui pointe vers plusieurs destinations et mène à plusieurs points terminaux.
« Les hyperliens qui sont attachés au même design object peuvent être regroupés dans un lien épais pour des besoins de représentation, et l'activation du lien épais aura pour effet d'offrir un menu des liens qu'il contient (cf. hyperlink history list), à partir duquel les liens individuels peuvent être activés. »
— Harri Oinas-Kukkonen
Le concept est également traité dans le modèle étendu de Dexter par Kaj Grønbæk et R. Trigg, qui citent l'Instructional Design Environment.
Maintenant que des navigateurs web comme Opera, Firefox, Safari, et Internet Explorer 7 supportent la navigation par onglets, il est potentiellement possible qu'un lien ouvre plusieurs onglets, permettant aux utilisateurs d'accéder à plusieurs destinations en un clic de souris. Ce concept a précédé le World Wide Web.

### Autres types de liens
- Le lien intégré (inline link) affiche du contenu distant sans qu'il soit nécessaire d'intégrer le contenu à la page.
- Le lien ancré (anchor text) fait référence à du contenu dans la page, cela est généralement du texte mais on peut également lui référencer une image.

## Source et destination
Un lien hypertexte permet, en cliquant dessus, d'atteindre un autre endroit de la page, une autre page ou un autre site évalué comme pertinent par l'auteur. Il a une source (ou origine) et une destination (ou cible). L'activation de l'élément source d'un hyperlien permet de passer automatiquement à sa destination.
La source d'un hyperlien est généralement un élément (mots, phrases, images) d'un document hypertexte. La destination peut être un autre élément du même document, il s'agit alors d'un hyperlien interne au document. La destination peut également être un autre document, voire un élément précis d'un autre document. Certains systèmes hypertextes ne garantissent pas que la destination existe : dans ce cas on risque de suivre des hyperliens dits brisés, cassés ou morts (erreur 404 dans le Web).
Un hyperlien est bidirectionnel si sa destination est aussi la source réciproque du même lien. Sinon un lien est unidirectionnel et rien ne distingue un élément destination d'un quelconque autre élément. La destination d'un hyperlien n'est pas forcément un document hypertexte. Le cas échéant, le lien sera forcément unidirectionnel.

## Technologies

### World Wide Web
Les hyperliens du World Wide Web se trouvent dans les pages web, plus précisément dans des documents écrits en HTML (Hypertext Markup Language). Les pages web utilisent la notation des URI (Uniform Resource Identifier) pour identifier les documents référencés.
Conventionnellement, les navigateurs Web affichent les hyperliens soulignés et en bleu, et en violet pour les hyperliens déjà consultés. Mais l'apparence des liens est généralement modifiée par chaque concepteur de site Web pour s'intégrer dans sa charte graphique. Dans les interfaces graphiques fonctionnant par pointer et cliquer, l'apparence du pointeur de la souris peut changer en un motif de main pour indiquer un lien.
Les hyperliens du web sont unidirectionnels. Ceci a deux avantages pour le Web. Premièrement cela permet d'utiliser des documents non hypertextes (notamment des sons, des images, des documents à imprimer) comme destination. Deuxièmement cela permet d'établir des hyperliens vers toutes les ressources accessibles d'Internet, sans coordination avec le responsable du document de destination. Ce dernier n'a aucun contrôle sur les sources d'hyperliens pointant vers son document. Le défaut de cette non coordination est que les changements du document de destination risquent de rendre le lien obsolète sans que le responsable de la source ni de la destination ne s'en rendent compte. Le problème le plus visible apparaît lorsque le document de destination est supprimé : le lien est alors « brisé » ou « mort », il fait référence à un document disparu (erreur 404).
Le problème du changement d'adresse d'une ressource peut être résolu par diverses approches. Les blogs utilisent le système du permalien. Les milieux documentaires utilisent la notion d'identifiant pérenne, pour lequel il existe différentes normes ; par exemple la Bibliothèque Nationale de France utilise le système ARK.
La technique à la base des hyperliens du web est également utilisée pour inclure des images ou des sous-pages dans les pages Web. Une terminologie s'est développée pour différencier ces diverses applications de la technologie du web :
| Hyperlien | Hyperlien | activable                                    | automatique                                                          |
| --------- | --------- | -------------------------------------------- | -------------------------------------------------------------------- |
| interne   | interne   | vers une page du même site web               | image, son, style, etc., intégré à une page ; inclusion de sous-page |
| externe   | —         | vers la page d'accueil d'un autre site web   | c'est le hotlinking*                                                 |
| externe   | profond*  | vers une page quelconque d'un autre site web | c'est le hotlinking*                                                 |

* Ces deux pratiques sont juridiquement délicates.

#### Détails techniques
Généralement, suivre un lien affiche le document pointé à la place du document contenant le lien. Mais un lien peut être paramétré pour afficher le document pointé dans un nouvel onglet ou une nouvelle fenêtre. Il est même possible de concevoir un site s'affichant dans plusieurs onglets ou fenêtres avec des liens interagissant entre eux.
Les principales caractéristiques des hyperliens en HTML sont :
- la cible du lien, donnée par l'attribut HTML href et une URL ;
- l'onglet ou la fenêtre où afficher la cible, donné par l'attribut HTML target ;
- un titre, donné par l'attribut HTML title ;
- enfin le texte, voire l'image, représentant le lien.

Voici un exemple écrit en HTML, le lien étant représenté par une icône et un texte (<img src=icone-ouvrir.png alt=ouvrir> Wikipédia), la cible étant Wikipédia en français (href="https://fr.wikipedia.org"), l'affichage se faisant dans une nouvelle fenêtre (target=_blank), le titre étant Wikipédia (title="Wikipédia") :
```
<
a
 
href
=
"https://fr.wikipedia.org"
 
target
=
_blank
 
title
=
"Wikipédia"
>

  
<
img
 
src
=
icone-ouvrir.png
 
alt
=
ouvrir
>
 Wikipédia

</
a
>

```

### XML
La norme XLink spécifie l'écriture d'hyperliens dans les langages basés sur XML. XLink permet d'établir des liens entre plus de deux ressources, d'associer des métadonnées aux liens, et de créer des liens hors des ressources liées. Toutefois seuls les liens simples, dans certaines applications de XML comme SVG et MathML, sont pris en charge par les navigateurs web comme Mozilla Firefox.

### Wiki
Il existe un ensemble de langages de balisage légers spécifiquement pour les wikis avec une syntaxe très simplifiée pour les pages. Cela permet de créer des wikiliens. Les wikiliens sont différents des autres textes, si un wikilien conduit à une page qui n’existe pas encore, il a généralement une apparence visuelle spécifique différente (sur Wikipédia en rouge).

### Autres technologies
Les hyperliens sont ou ont été utilisés dans le protocole Gopher, les documents PDF, les systèmes d’aide comme Microsoft WinHelp, les documents de traitement de texte, les feuilles de calcul, HyperCard d’Apple, des environnements informatiques simulés (notamment avec OpenSimulator et Open Cobalt (en)), et de nombreux autres produits et projets liés au code.

## Outil de militantisme en ligne
L’hyperlien permet de naviguer dans le World Wide Web et dans ce cadre-là, il est utilisé pour impliquer des utilisateurs dans une stratégie collective autour d’une cause. La consultation européenne en ligne de 2009 qui avait pour objet d’interroger les citoyens et leur permettre de débattre autour du projet européen et de recueillir leur avis sur les politiques publiques à mettre en place a finalement été un moyen pour les réseaux activistes de défendre leurs positions via des pétitions. La plus consultée, « Sortir du nucléaire et favoriser les énergies d’avenir » a recueilli le plus de signature en France. Son URL a été partagé sur 21 sites écologistes et antinucléaires. De plus, les statistiques de la page dévoilent que 34,1 % des entrées se faisaient depuis des boites mail. Ces chiffres démontrent l’impact de l’usage des liens hypertextes en tant que moyen de réunir une somme d’individualité autour d’un projet collectif. Ils composent donc ce que Romain Badouard, chercheur en sciences de l’information et de la communication, appelle « un répertoire d’actions en ligne », favorisant non seulement la communication et la circulation des informations dans le web, mais aussi les actions et mobilisations en ligne.